# 尚夫尔
尚夫尔（法語：Chamvres，法語發音：[ʃɑ̃vʁ]）是法国勃艮第-弗朗什-孔泰大区约讷省的一个市镇，属于欧塞尔区。

## 地理
尚夫尔（47°57'25"N, 3°21'40"E）面积5.58 平方千米，位于法国勃艮第-弗朗什-孔泰大區约讷省，该省份为法国中北部内陆省份，西接卢瓦雷省，西北接塞纳-马恩省，南至涅夫勒省，东临科多尔省，东北与奥布省接壤。
与尚夫尔接壤的市镇（或旧市镇、城区）包括：塞济、贝翁、茹瓦尼、托隆河畔帕鲁瓦、蒙托隆。

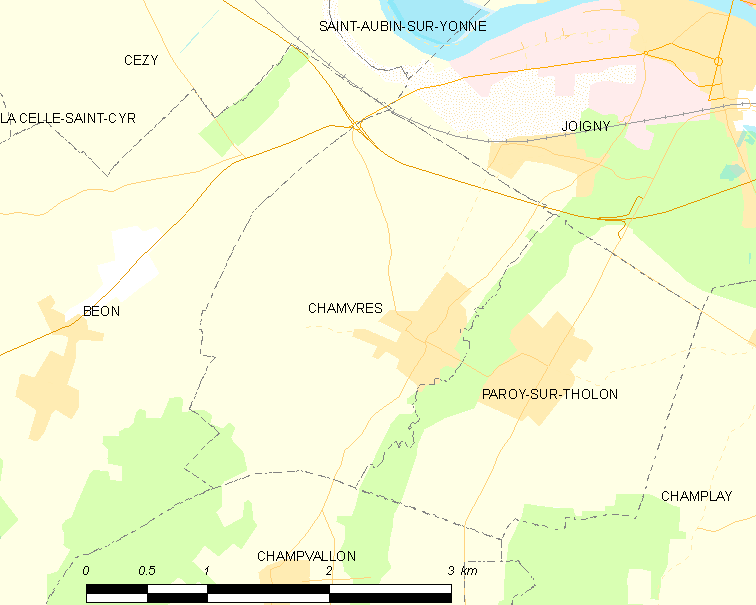
尚夫尔的OSM定位图

尚夫尔的时区为UTC+01:00、UTC+02:00（夏令时）。

## 行政
尚夫尔的邮政编码为89300，INSEE市镇编码为89079。

## 政治
尚夫尔所属的省级选区为沙尔尼-奥雷德皮赛县。

## 人口

1962-2008年间尚夫尔人口变化图示

尚夫尔于2022年1月1日时的人口数量为656人。